# کرم کاستارد
کِرِم کاستارد (به انگلیسی: pastry cream)، کرم پاتیسیر (به فرانسوی: crème pâtissière)، نوعی سس است که در آن کاستارد به‌کار رفته و در برخی از انواع دسر و شیرینی به سبک غربی استفاده می‌شود. برای درست کردن آن زردهٔ تخم‌مرغ و شکر با یکدیگر کاملاً مخلوط شده و آرد گندم یا آرد ذرت نیز اضافه می‌شود. به این مخلوط کم‌کم شیر گرم افزوده شده و بر روی حرارت قرار می‌گیرد تا قوام پیدا کند. معمولاً با طعم وانیل است. از نظر ظاهری رنگ آن زرد بوده و شبیه به کِرِم است. تفاوت آن با خامهٔ زده‌شده این است که در اثر حرارت تغییر پیدا نمی‌کند و قیمت تمام‌شده نسبتاً ارزان است. از سوی دیگر به علت داشتن مقدار زیادی آب، دوام آن زیاد نیست. به همین جهت برای افزایش زمان نگهداری از برندی استفاده می‌شود. از این کرم برای پر کردن نان خامه‌ای، همچنین درست کردن کیک، تارت، کرم باواروآ استفاده می‌شود. در برخی از مواقع این کرم با خامهٔ زده‌شده مخلوط شده و به همراه هم به‌کار می‌روند.